# Ryan Miller
Ryan Dean Miller (* 17. Juli 1980 in East Lansing, Michigan) ist ein ehemaliger US-amerikanischer Eishockeytorwart. Zwischen 2002 und 2021 bestritt er 796 Partien für die Buffalo Sabres, St. Louis Blues, Vancouver Canucks und Anaheim Ducks in der National Hockey League (NHL). Den Großteil dieser Zeit war er für die Buffalo Sabres aktiv, bei denen er bis heute diverse Franchise-Rekorde hält und in deren Trikot er 2010 mit der Vezina Trophy als bester Torhüter der NHL geehrt wurde. Seine Trikotnummer 30 wird in Buffalo nicht mehr vergeben. Mit der Nationalmannschaft der USA nahm er unter anderem an den Olympischen Winterspielen 2010 und 2014 teil und gewann dabei 2010 die Silbermedaille. Seit 2022 ist er Mitglied der United States Hockey Hall of Fame.

## Karriere
Miller begann seine Karriere an der Michigan State University. Er wurde von den Sabres in der fünften Runde als 138. insgesamt beim NHL Entry Draft 1999 gezogen. In Michigan setzte er einen neuen NCAA-Rekord für die meisten Karriere-Shutouts und gewann 2001 den Hobey Baker Memorial Award. Zehn Mitglieder der 'Miller'-Familie (darunter sein Großvater, Vater und Bruder Drew Miller) haben ebenfalls College-Hockey an der Michigan State gespielt. Sein Cousin Kip Miller gewann den Hobey Baker Award 1990. Drei Cousins von Ryan Miller spielten in der NHL – Kelly, Kevin und Kip Miller.
Nach drei Jahren an der Universität wechselte Ryan Miller 2002 in die AHL zu den Rochester Americans, die damals eine Kooperation mit den Sabres aus Buffalo unterhielten. In seiner ersten Saison in Rochester hatte er auch seine ersten Einsätze in der NHL für die Sabres. Die meiste Zeit der folgenden Jahre verbrachte er allerdings als Nummer 1 der Americans, wobei die Saison 2003/04 für ihn persönlich am erfolgreichsten verlief und mit dem Aldege „Baz“ Bastien Memorial Award gekrönt wurde.

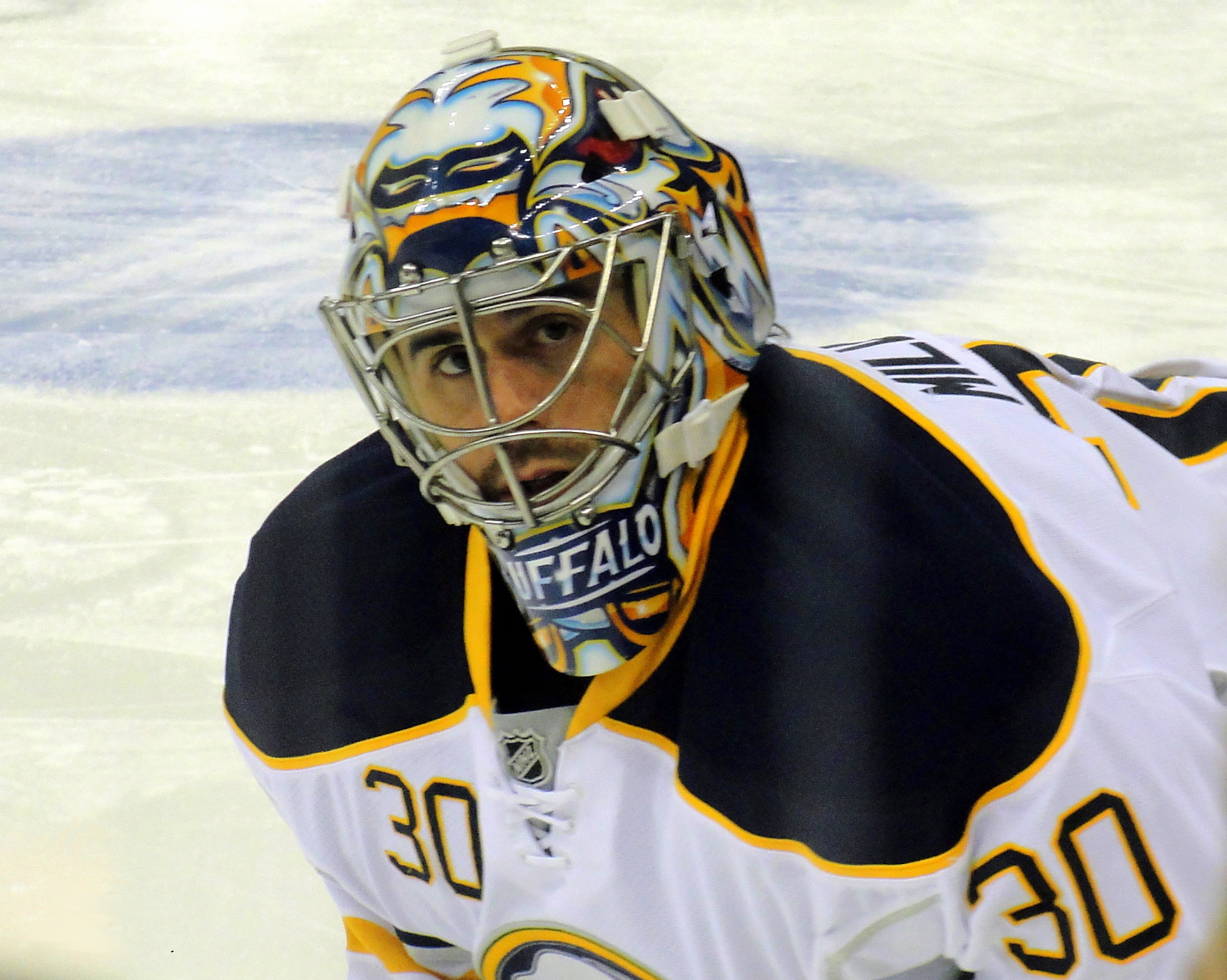
Ryan Miller im Trikot der Buffalo Sabres

In der Saison 2005/06 etablierte sich Ryan Miller als Nummer 1 der Buffalo Sabres. Er beendete die reguläre Saison mit einem elften Platz im Gegentorschnitt (2,60) und Rang neun in der Kategorie Fangquote mit einem Wert von 91,4 %. In den Play-offs bestätigte er seinen herausragenden Leistungen und führte die Sabres bis ins Conference-Finale. In der folgenden Spielzeit stellte er mit 40 Siegen einen neuen Mannschaftsrekord auf und führte die Sabres zur Presidents’ Trophy, die an die punktbeste Mannschaft der regulären Saison vergeben wird. In den Play-offs scheiterten die Sabres allerdings erneut im Conference-Finale.
In der Saison 2009/10 überbot er seinen eigenen Rekord noch einmal und beendete die Spielzeit mit 41 Siegen. Zudem stand er mit einer Fangquote von 92,9 % und einem Gegentorschnitt von 2,22 jeweils auf dem zweiten Platz der Liga-Statistiken. Am Ende der Saison wurde er schließlich mit der Vezina Trophy als bester Torhüter ausgezeichnet und ins NHL All-Star Team gewählt. Im selben Jahr erhielt Miller den NHL Foundation Player Award, der jährlich an einen Spieler mit besonderem Engagement für wohltätige Zwecke vergeben wird.
Am 28. Februar wurde Ryan Miller gemeinsam mit dem Kapitän der Sabres, Steve Ott, für Jaroslav Halák, Chris Stewart, William Carrier und ein Erstrunden-Wahlrecht im NHL Entry Draft 2015 zu den St. Louis Blues transferiert. Die Sabres hätten zudem ein weiteres Erstrunden-Wahlrecht für 2014 erhalten, wenn Miller seinen Vertrag in St. Louis verlängert oder das Team in den Playoffs 2014 die Conference-Finals erreicht hätte.
Anfang Juli 2014 unterzeichnete er einen Dreijahresvertrag bei den Vancouver Canucks. Nach Erfüllung dessen schloss er sich im Juli 2017 – ebenfalls als Free Agent – den Anaheim Ducks an, bei denen er einen Zweijahresvertrag unterzeichnete, der anschließend zweimal um jeweils eine Spielzeit verlängert wurde. In Anaheim war er ausschließlich als zweiter Torhüter hinter John Gibson im Einsatz. Im Trikot der Ducks verzeichnete Miller derweil im Februar 2019 seinen 375. Sieg in der NHL, womit er John Vanbiesbrouck als US-amerikanischen Torhüter mit den meisten gewonnenen Partien übertraf – in dieser Kategorie jedoch überholte ihn Jonathan Quick im März 2024.
Nach der Spielzeit 2020/21 beendete er seine aktive Karriere, in der er insgesamt 796 NHL-Partien bestritten hatte. Seine 391 Siege wurden zu diesem Zeitpunkt in der gesamten NHL-Historie nur von 13 Torhütern übertroffen. Im Januar 2023 sperrten die Buffalo Sabres seine Trikotnummer 30, sodass diese seither nicht mehr vergeben wird. Zur Saison 2023/24 wiederum wurde Miller als „Development Coach“ in den Trainerstab der San Jose Sharks aufgenommen, wobei er für das Team darüber hinaus auch als Scout tätig ist.

### International
Seine erste Berufung in die Nationalmannschaft der USA bekam Miller für die Weltmeisterschaft 2001, wo er aber als dritter Torhüter hinter Rick DiPietro und Robert Esche nicht zum Einsatz kam.
Miller gehörte in den folgenden zwei Jahren, bei der Weltmeisterschaft 2002 und 2003, zum Kader des Team USA und kam dabei jeweils zu vier Einsätzen.
Erst bei den Olympischen Winterspielen 2010 in Vancouver lief er wieder in einem Länderspiel auf und erreichte mit dem Team USA die Silbermedaille. Miller wurde nach Turnierende als Wertvollster Spieler und bester Torhüter ausgezeichnet sowie in das All-Star-Team des Turniers gewählt. Zudem stellte er mit einem Gegentorschnitt von 1,35 einen neuen olympischen Rekord auf.
Im Jahre 2022 ehrte man Miller mit der Aufnahme in die United States Hockey Hall of Fame.

## Erfolge und Auszeichnungen
| - 2000 CCHA Second All-Star Team - 2001 Hobey Baker Memorial Award - 2001 CCHA First All-Star Team - 2001 CCHA-Spieler des Jahres - 2001 NCAA West First All-American Team - 2002 CCHA First All-Star Team - 2002 CCHA-Spieler des Jahres - 2002 NCAA West First All-American Team - 2003 Teilnahme am NHL YoungStars Game - 2004 Teilnahme am AHL All-Star Classic | - 2005 Teilnahme am AHL All-Star Classic - 2005 AHL First All-Star Team - 2005 Aldege „Baz“ Bastien Memorial Award - 2006 NHL-Spieler des Monats Oktober - 2007 Teilnahme am NHL All-Star Game - 2010 Vezina Trophy - 2010 NHL Foundation Player Award - 2010 NHL First All-Star Team - 2023 Sperrung der Trikotnummer 30 durch die Buffalo Sabres |

### International
- 2010 Silbermedaille bei den Olympischen Winterspielen
- 2010 Wertvollster Spieler der Olympischen Winterspiele
- 2010 Bester Torhüter der Olympischen Winterspiele
- 2010 All-Star-Team der Olympischen Winterspiele
- 2022 Aufnahme in die United States Hockey Hall of Fame

## Karrierestatistik

### International
Vertrat die USA bei:
- Weltmeisterschaft 2002
- Weltmeisterschaft 2003
- Olympischen Winterspielen 2010
- Olympischen Winterspielen 2014

(Legende zur Torhüterstatistik: GP oder Sp = Spiele insgesamt; W oder S = Siege; L oder N = Niederlagen; T oder U oder OT = Unentschieden oder Overtime- bzw. Shootout-Niederlage; Min. = Minuten; SOG oder SaT = Schüsse aufs Tor; GA oder GT = Gegentore; SO = Shutouts; GAA oder GTS = Gegentorschnitt; Sv% oder SVS% = Fangquote; EN = Empty Net Goal; 1 Play-downs/Relegation; Kursiv: Statistik nicht vollständig)

## Persönliches
Ryan Miller stammt aus einer Eishockeyfamilie. Sein Bruder Drew sowie seine Cousins Kip, Kevin und Kelly Miller spielten allesamt ebenfalls in der NHL.
Miller heiratete am 3. September 2011 die US-amerikanische Schauspielerin Noureen DeWulf.